# Vărai, Maramureș
Vărai este un sat în comuna Valea Chioarului din județul Maramureș, Transilvania, România.

## Istoric
Prima atestare documentară: 1405 (Waraj, Varallya, Waralya, Waralÿa). 

## Etimologie
Etimologia numelui localității: dintr-un mai vechi Vărai (derivat din apelativul var „oxid de calciu” + suf -ai); sau din magh. Varallya (< magh. wara „cetate”) devenit Varaiu, Văraiu ca efect al transformărilor fonetice (pronunție dialectală). 

## Demografie
La recensământul din 2011, populația era de 275 locuitori. 

## Monument istoric
- Biserica de lemn „Sfinții Arhangheli” (1846).

## Personalități locale
- Simion Pop (1930-2008), prozator, publicist, diplomat; vicepreședinte al USR (1964-1968). Vol. Paralela 45 (1958), Premiul Academiei Române; Anul 15 (1959), premiul Academiei; Călătorie cu bucluc (1955), Pământul spânzuratului (1957), Ore calde (1962), Triunghiul (1964). Ambasador al României în Ungaria (1990-1992).
- Ioan Es. Pop (1958-2024), poet. Premiul revistei Luceafărul (1991), premiul USR (1994) (debut, vol. Ieudul fără ieșire), premiul USR (1999) (pentru volumul Pantelimon 113 bis).